# Ort der Erinnerung

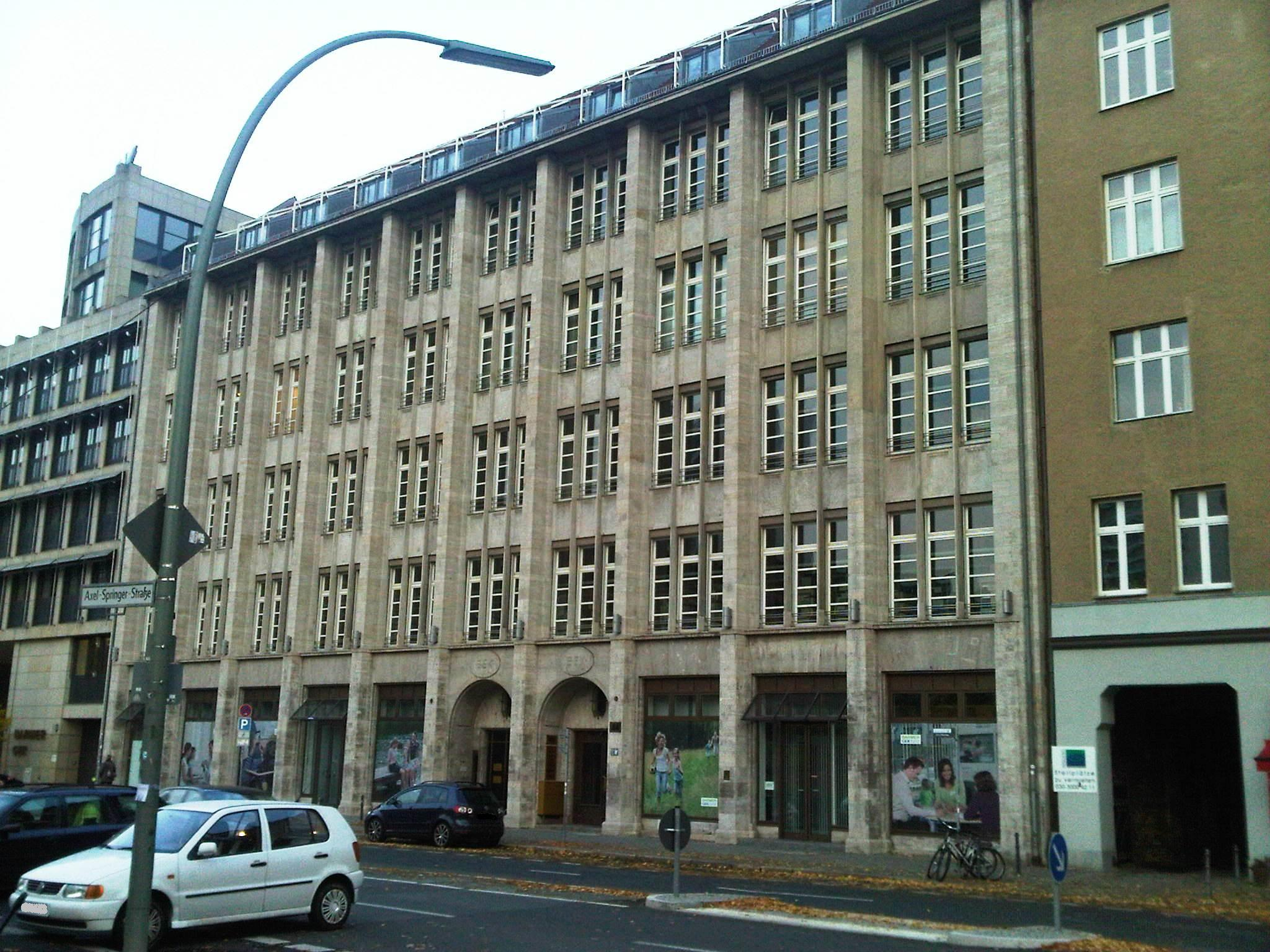
Geschäftshaus „Ort der Erinnerung“ in der Axel-Springer-Straße in Berlin-Kreuzberg

Das Geschäftshaus Ort der Erinnerung ist ein Gebäudekomplex in der Axel-Springer-Straße 44–50 im Berliner Ortsteil Kreuzberg, der aus einem denkmalgeschützten Gebäudeteil sowie einem daran angrenzenden Neubau besteht.

## Geschichte und Funktion des Gebäudes

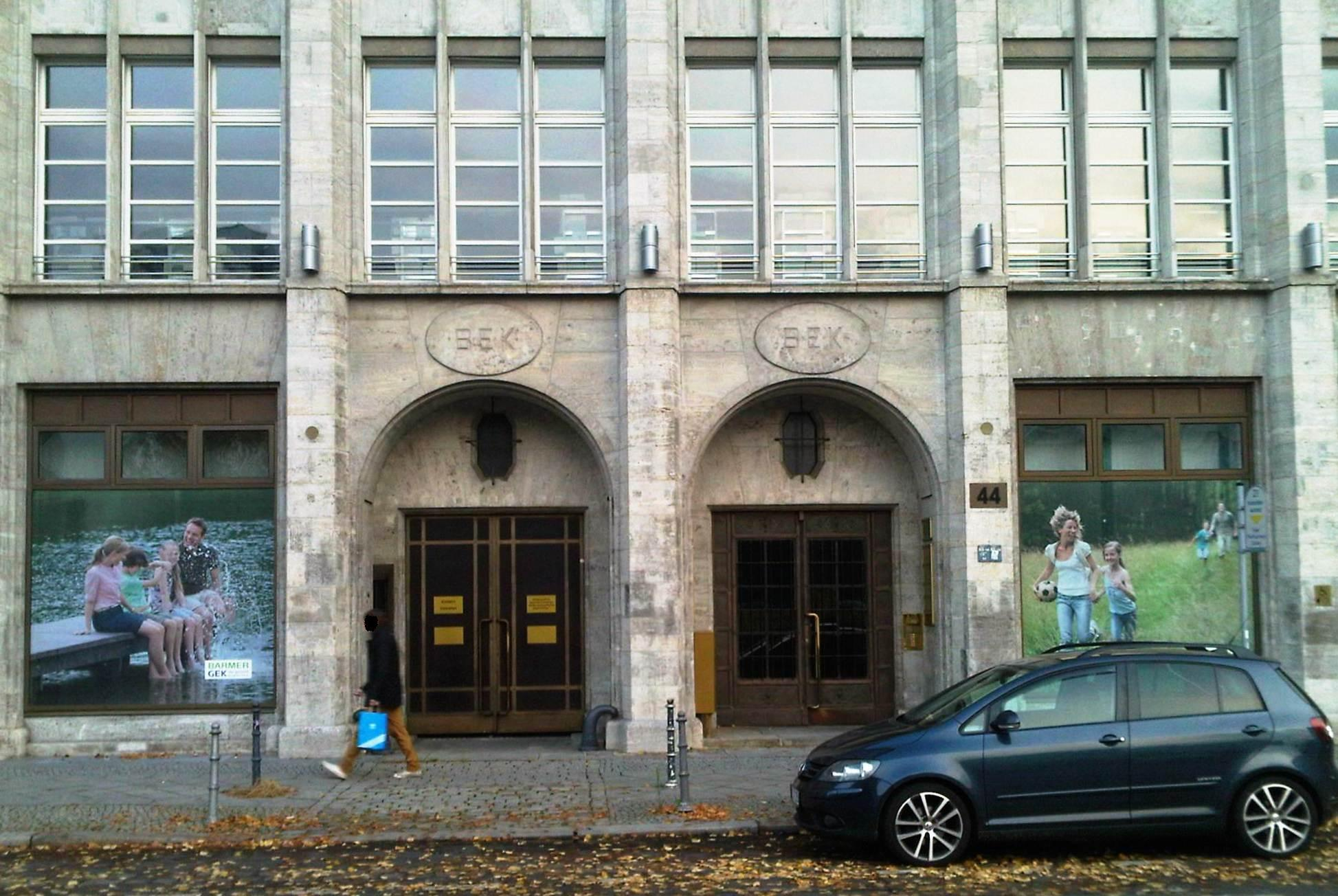
Eingangsportal zum denkmalgeschützten Bereich

Der denkmalgeschützte Bereich umfasst die Hausnummern 44 und 47. Hier entstand unter Leitung von Hans Bernoulli und Louis Runkel ein Geschäftshaus für die Firma Fischbein &  Mendel, die Kinderkonfektion vertrieb. Das Gebäude im Werkbundstil wird durch eine helle Sandsteinfassade und hervorstehende Pilaster gegliedert. Diese markante Struktur wird bei Nacht durch eine nachträglich angebrachte Beleuchtung noch verstärkt. Das Erdgeschoss mit dem durch zwei Rundbögen ausgestalteten großen Eingangsportal wird von den weiteren Etagen durch ein Gurtgesims optisch abgetrennt; das Gebäude fügt sich allerdings durch eine an die angrenzenden Gebäude angepasste Traufhöhe in das Gesamtbild der Straße ein.
Die Barmer Ersatzkasse übernahm 1932 das Gebäude und vermietete es an den Verlag Neues Volk, den Reichsgesundheitsverlag sowie den Verlag der Deutschen Ärzteschaft. Im Zweiten Weltkrieg wurde das Gebäude schwer beschädigt und veranlasste die Barmer zu einem Umzug ins ostwestfälische Nieheim sowie nach Bad Hermannsborn. Hinzu kam, dass nach dem Bau der Mauer unmittelbar vor dem Bürgersteig die Grenze zu Ost-Berlin verlief.

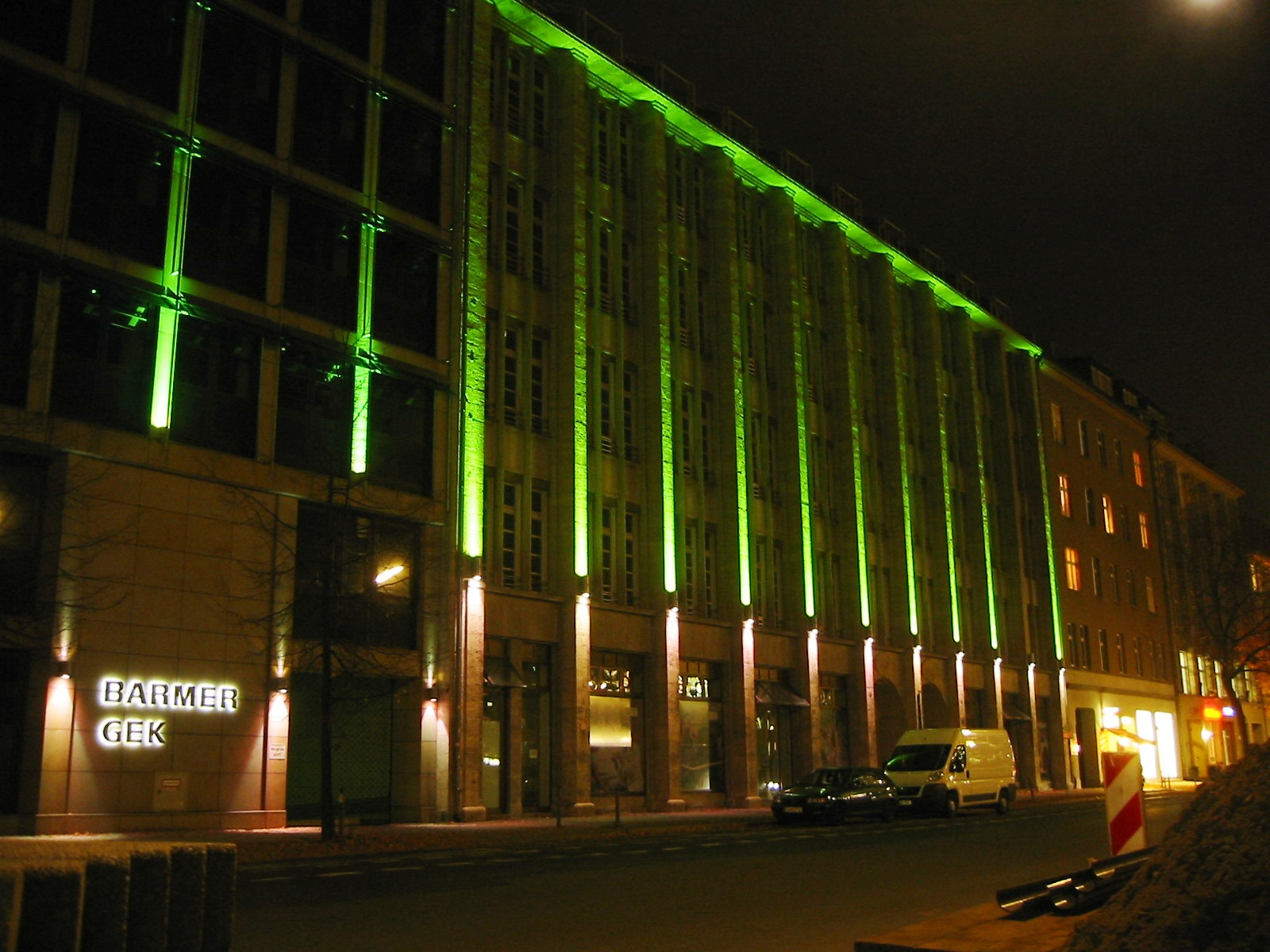
Das Gebäude bei Nacht

Im Jahr 1994 gab die Barmer Ersatzkasse den Architekten Bernoulli & Rinkel sowie Ahlborn und Partner den Auftrag, einen Erweiterungsbau an das bestehende Gebäude zu planen. Der Neubau setzt sich optisch deutlich vom denkmalgeschützten Bereich ab. Zwar verfügt es auch über fünf Geschosse, allerdings wird weder das Gurtgesims, noch die Traufhöhe vollständig aufgegriffen. Oberhalb der fünf Etagen befindet sich eine weitere, halbkreisförmige Etage, deren Linienführung in ihrer Vertikalen die Toreinfahrt zum Innenhof aufgreift. Der Stahlbetonbau wurde in zwei Jahren errichtet, dabei wurde eine Grundstücksfläche von 2.847 m² genutzt sowie eine Fläche von 1.424 m² überbaut. Hierbei wurde auch der Abschnitt teilweise bebaut, auf dem einst die Synagoge Lindenstraße von Cremer & Wolffenstein aus dem Jahr 1890/1891 stand. Diese wurde im Zuge der Novemberpogrome 1938 stark beschädigt. Beim Angriff am 3. Februar 1945 wurde der Komplex zerstört, und die Ruinen wurden 1956 abgetragen. Um die Erinnerung an den Ort aufleben zu lassen, wurde am 20. Juni 1997 ein Mahnmal mit dem Titel Blatt der drei israelischen Künstler Micha Ullman, Zvi Hecker und Eyal Weizman eingeweiht. Es bildet den Grundriss des einstigen Gebäudes nach und stellt eine einzelne Seite, ein Blatt (daher der Name des Mahnmals) aus einem jüdischen Gebetbuch – dem Talmud – dar. Außerdem wurden an der Front des Gebäudes drei Informationstafeln angebracht, die an die Synagoge erinnern.

## Sonstiges

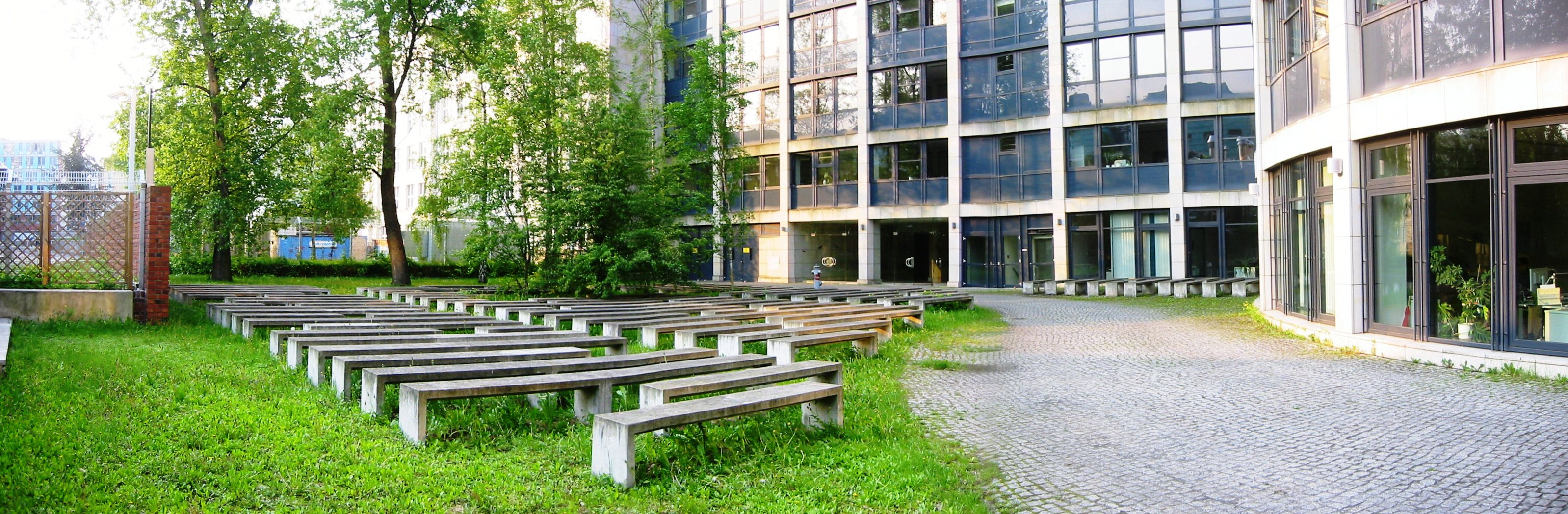
Mahnmal Blatt im Innenhof des Gebäudekomplexes

Als Gegenpol zu dem Mahnmal befindet sich weiter südlich in der Lindenstraße ein weiteres Werk von Micha Ullman mit dem Titel Nobody.